# Babinské louky
Koordinaten: 50° 35′ 55″ N, 14° 7′ 40″ O

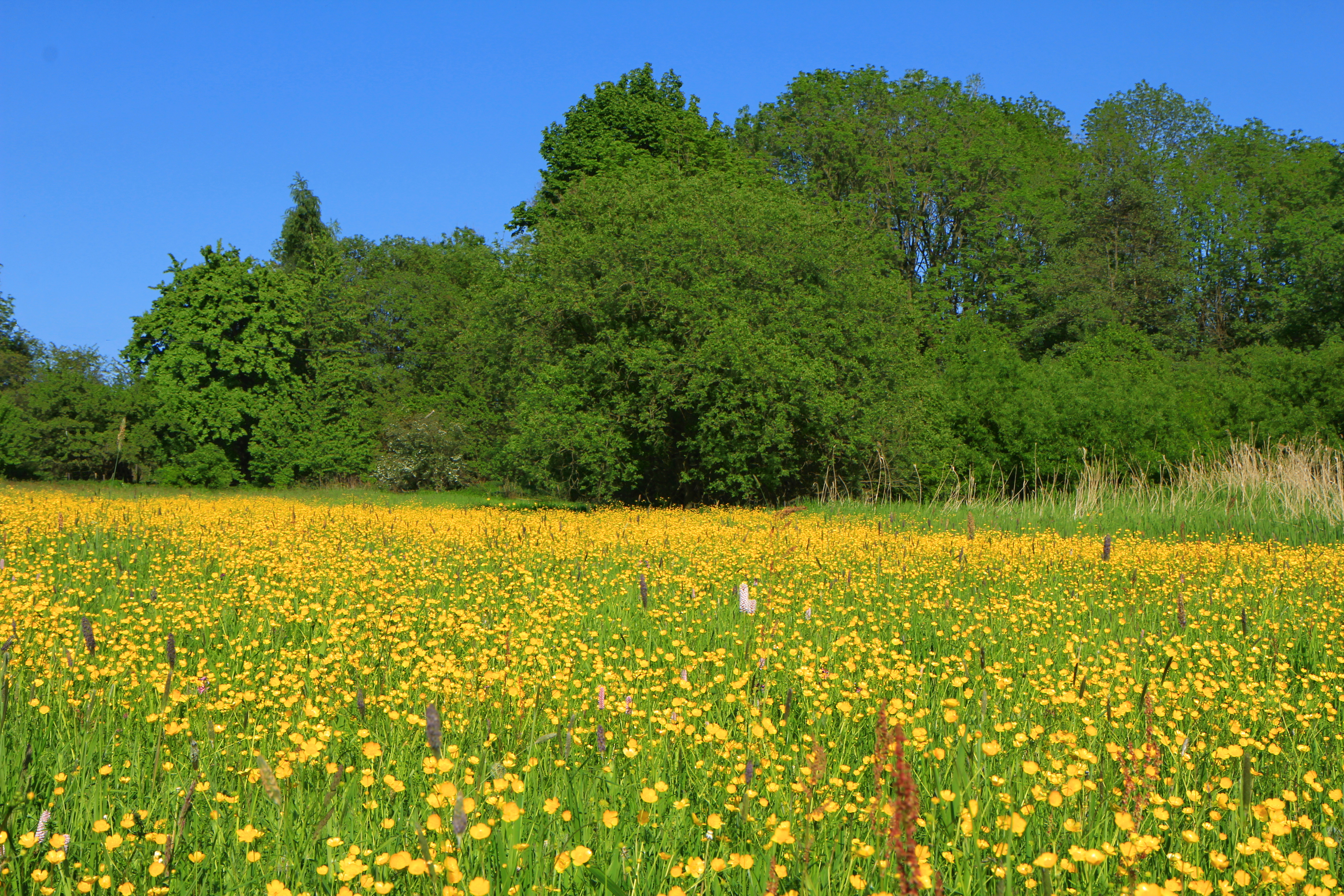
Babinské louky

Als Naturdenkmal Babinské louky (deutsch Babinaer Orchideenwiesen) wurden verschiedene Bergwiesen im rechtselbischen Böhmischen Mittelgebirge südwestlich dem erloschenen Dorf Babiny I (Babina A) unter Naturschutz gestellt.

## Geschichte
1904 wies der Prager Botaniker Karel Domin auf die fortschreitende Zerstörung der Babinaer Orchideenwiesen mit ihrer Vielfalt an Knabenkrautgewächsen durch die Landwirtschaft hin.
Ausgewiesen wurde das Flächennaturdenkmal im Jahr 1993 auf einer Fläche von 40,9 ha. Unter Schutz gestellt wurden mehrere Restflächen feuchter Bergwiesen, wie sie für die höheren Lagen des Böhmischen Mittelgebirges einst kennzeichnend waren. Typisch für das Schutzgebiet sind die ausgedehnten Bestände der Becherglocke (Adenophora liliifolia), einer in Tschechien kritisch gefährdeten Spezies.